# Guichard IV de Beaujeu
Guichard IV de Beaujeu dit le Grand, suivant les auteurs, Guichard III ou Guichard V, né vers 1160 et mort pendant le siège de Douvres le 27 septembre 1216, est un seigneur de Beaujeu et de Montpensier.

## Biographie
Guichard IV est le fils d'Humbert IV de Beaujeu (1142-mort en 1189 ou 1202) et d'Agnès de Thiern (actuellement, Thiers), dame de Montpensier, fille d'un Guy de Thiern, seigneur de Montpensier, mariés vers 1160.
Guichard IV de Beaujeu s'est marié en août 1196 avec Sybille de Hainaut (vers 1179-1227), fille de Baudouin V de Hainaut et de Marguerite d'Alsace. Sybille de Hainaut est la sœur d'Isabelle de Hainaut mariée en 1180 avec le roi Philippe II Auguste, mère de Louis VIII. Guichard IV est le beau-frère de Philippe Auguste et l'oncle de Louis VIII. Il a été un allié fidèle de l'un et de l'autre.
Guichard IV a participé à la croisade contre les Albigeois. En 1210, il est envoyé par le roi Philippe Auguste en ambassade à Rome auprès du pape Innocent III et de l'empereur de Constantinople, Henri Ier de Constantinople, son beau-frère. 
À son retour par Assise, il y rencontre saint François et lui demande trois religieux qu'il amène avec lui au château de Pouilly. Il les recommande ensuite à sa femme et fonde en 1216 le couvent des Cordeliers à Villefranche.
En 1216, il a rejoint le prince Louis qui participe à la première guerre des Barons contre le roi d'Angleterre Jean sans Terre. Il meurt pendant le siège de Douvres. Son corps est ramené en France et inhumé à l'abbaye de Cluny.

## Famille
- Guichard IV de Beaujeu, marié a Sybille de Hainaut, a eu :
  - Humbert V de Beaujeu (1197/1198-1250), sire de Beaujeu, premier prince de Dombes, connétable de France, marié en 1218 à Marguerite de Baugé (morte en 1252), dame de Mirebel et des Dombes,
    - Guichard V de Beaujeu (mort le 9 mai 1265), sire de Beaujeu, 2e prince de Dombes, marié vers 1260 avec Blanche de Chalon, fille de Jean Ier de Chalon, connétable de France, sans postérité,
    - Florie-Sybille de Beaujeu (vers 1222-vers 1254), dame de Belleroche, mariée vers 1241 avec Aymar III de Poitiers, comte de Valentinois et de Diois,
      - Philippine de Poitiers-Valentinois (vers 1240-1283) mariée avec Bertrand II des Baux (ou del Balzo) (1235-1305), comte d'Avellino,
        - Raymond III des Baux (mort en 1321), comte d'Avellino, seigneur des Baux, sénéchal de Provence, régent de Naples,
        - Hugues des Baux (mort en 1302), seigneur de Lauro, sénéchal du Piémont et vicaire général de Lombardie

      - Aymar IV de Poitiers (1245-1329), comte de Valentinois et de Diois,
      - Marguerite de Poitiers-Valentinois (morte en 1292), dame de Châteauneuf-de-Verdoux (Ardèche)

    - Isabelle de Beaujeu (1225-1297), mariée en premières noces en 1244 avec Simon II de Semur (vers 1223-1244), baron de Semur-en-Brionnais, puis en 1247 à Renaud de Forez (1226-1270), comte de Forez. Héritière de Beaujeu et des Dombes à la suite de Guichard V,
      - Guigues VI de Forez (mort en 1278), comte de Forez, marié à Jeanne de Montfort (1255/1260-1293), fille de Philippe II de Montfort
      - Louis Ier de Beaujeu (1250-1295), seigneur de Beaujeu et de Dombes, marié à Éléonore de Savoie (1255-1296), fille de Thomas II de Savoie,
        - Guichard VI de Beaujeu (1275-1331) marié en premières noces à Marie de Châtillon-Porcéan, fille de Gaucher V de Châtillon,
          - Édouard Ier de Beaujeu (1316-1351), prince de Dombes, maréchal de France

    - Béatrix de Beaujeu (morte en 1248), mariée vers 1240, avec Robert, seigneur de Mongascon (Luzillat),
      - Foulque ou Faucon III de Montgascon (vers 1240-vers 1273),

    - Marguerite de Beaujeu, prieure de la chartreuse de Poleteins, située en Bresse, fondée en 1229 par sa mère,

  - Guichard de Beaujeu-Montpensier (1216-1256) sire de Montpensier, marié en 1224 avec Catherine d'Auvergne (1212-1245), fille de Guillaume VIII Dauphin d'Auvergne,
    - Guillaume de Beaujeu (mort en 1291), 21e maître de l'Ordre du Temple,
    - Humbert de Beaujeu (mort en 1285), seigneur de Montpensier, marié à Isabelle de Mello, connétable de France,
      - Jeanne de Beaujeu (1285-1308)

    - Héric de Beaujeu, seigneur d'Herment et maréchal de France en 1265, mort au siège de Tunis, en 1270,

  - Henri de Beaujeu, seigneur de Châteauneuf-en-Valromey, de Virieu-le-Grand et du château de Cordon, sans descendance[1],[2], par son testament, tenue à hommage du comte de Savoie,
  - Louis de Beaujeu, par le testament de son père, destiné à être chanoine de l'église de Lyon,
  - Agnès de Beaujeu (morte en 1231), seconde femme de Thibaut le Chansonnier, comte de Champagne et roi de Navarre,
    - Blanche de Navarre, mariée à Jean Ier de Bretagne

  - Marguerite de Beaujeu, fiancée à Henry Ier de Mâcon, comte de Vienne (mort en mai 1233 assassiné à Genève, sans descendance), mais non mariée à lui,
  - Philippine de Beaujeu, destinée à être religieuse à l'abbaye de Fontevrault,
  - Sybille de Beaujeu (1205-1265), mariée en premières noces par traité signé en janvier 1228 avec Renaud IV, seigneur de Baugé, mort en 1250, pendant la Septième croisade. Elle a reçu en dot 500 marcs d'argent prévus dans le testament de son père. Après 1250, elle se marie en secondes noces avec Pierre de Brancion (ou Briançon) dit le Gros, seigneur de Vifargent, de Vorme, de La Tour-du-Bois et de Saint-André, fils de Jocerand IV Gros de Brancion. Elle a été inhumée dans l'église Saint-Vincent de Mâcon ;
    - du premier mariage, elle a eu Guy de Baugé (ou Bâgé) (mort en 1268), marié à Dauphine de Lavieu (vers 1220-1287) ;
      - Sibylle de Baugé (ou Bâgé) (1255-1294), comtesse de Bresse, mariée en 1272 avec Amédée V de Savoie

    - du second mariage, est né Huguenin de Brancion, marié avec Marguerite de Digoine,
      - Jacques de Brancion, seigneur de Brancion.